# Ademaro di Salerno
Ademaro di Salerno (IX secolo) è stato un principe longobardo, figlio e successore del principe Pietro di Salerno, che all'inizio dell'853 aveva usurpato il trono al minorenne Sicone II, di cui era reggente.

## Biografia
Ademaro fu un sovrano molto impopolare e i territori del suo principato, nonché la sua stessa autorità, furono notevolmente ridotti dalle pressioni indipendentiste del Principato di Capua. Nell'858 fu costretto a chiedere l'intervento di Guido I di Spoleto, che cercava di estendere la sua influenza e che ottenne in cambio la valle del Liri. L'anno seguente, l'insoddisfazione per la sua figura divenne tale che Capua insorse ed egli dovette attaccarla per riportarla all'ordine, ma non vi riuscì.
Nell'861 una rivolta popolare guidata da Guaiferio, della stirpe dei Dauferidi (cioè figli di Dauferio Balbo), rovesciò Ademaro dal trono e lo imprigionò. Durante la sua reclusione fu sottoposto a torture e accecato. Guaiferio fu eletto principe al suo posto, instaurando la dinastia dei Dauferidi sul trono di Salerno.